# ژوائو نوس
ژوائو نوس (انگلیسی: João Neves؛ زادهٔ ۲۷ سپتامبر ۲۰۰۴) بازیکن فوتبال اهل پرتغال است.
وی همچنین در تیم‌های ملی فوتبال زیر ۱۵ سال پرتغال و زیر ۱۹ سال پرتغال بازی کرده‌است .